# Зарічна (Мішкинський район)
Зарі́чна (рос. Заречная) — присілок у складі Мішкинського району Курганської області, Росія. Входить до складу Первомайської сільської ради.
Населення — 16 осіб (2010, 57 у 2002).